# Passiflora peduncularis
Passiflora peduncularis är en passionsblomsväxtart som beskrevs av Antonio José Cavanilles. Passiflora peduncularis ingår i släktet passionsblommor, och familjen passionsblomsväxter. Inga underarter finns listade i Catalogue of Life.